# Stenosomides agrotina
Stenosomides agrotina là một loài bướm đêm trong họ Noctuidae.